# Adrianna Luna

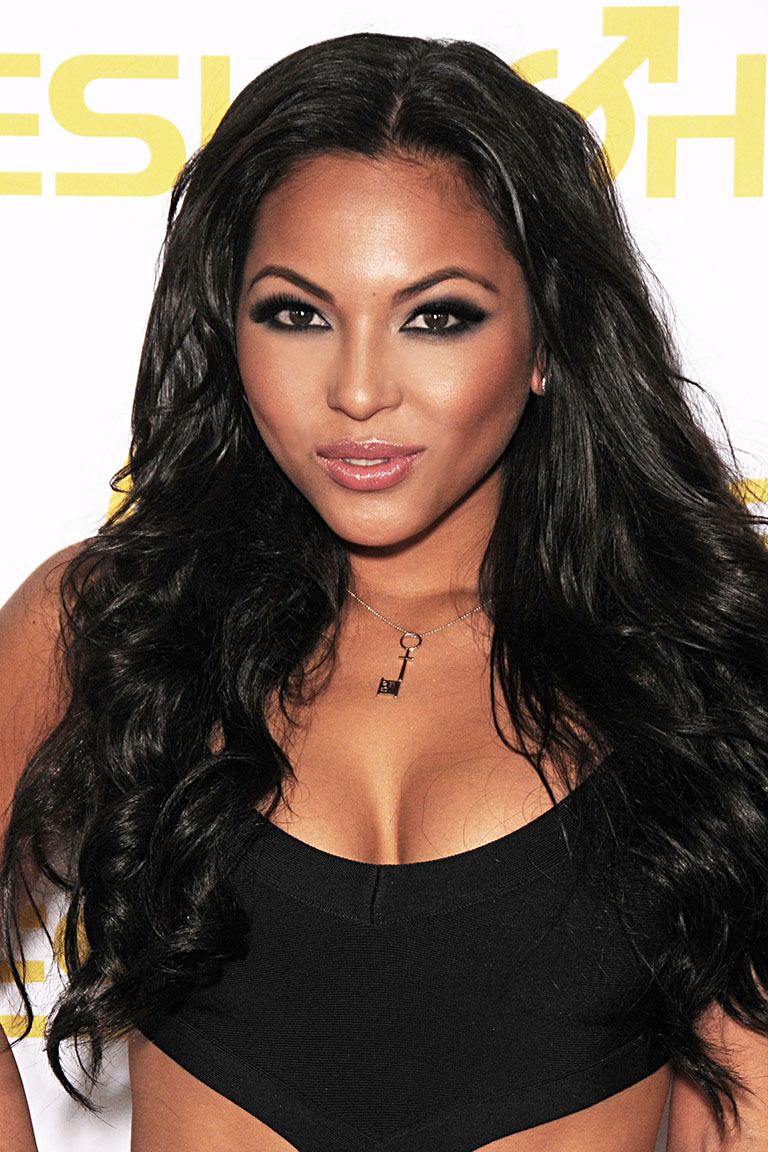
Adrianna Luna (2014)

Adrianna Luna, född 12 maj 1984 i Los Angeles, är en amerikansk pornografisk skådespelerska och fotomodell. Hon blev Penthouse Pet för november månad 2012 för tidningen Penthouse. Hennes första roll var i den pornografiska filmen Them's Some Sexy Titties tillsammans med Danny Mountain. I juni 2013, var Luna med i  den australiska tidningen People.